# موشداما
موشداما هو إله العمارة والبيوت في الميثولوجيا النهرينية. ذكر بأنه شفيع بنائي البيوت وأنه رسول إنليل وإنكي في العمارة والبناء، وكان يذكر بجانب إله الطابوق كولا.